# Río Guarguallá
Der Río Guarguallá ist ein 30 km langer rechter Nebenfluss des Río Chambo in der Provinz Chimborazo in Zentral-Ecuador.

## Flusslauf
Der Río Guarguallá entspringt 18 km westlich des Vulkans Sangay in der Cordillera Real. Das Quellgebiet liegt auf einer Höhe von etwa 3850 m. Der Río Guarguallá fließt 20 km  in überwiegend nordnordwestlicher Richtung durch das Gebirge. Anschließend wendet er sich nach  Westen und später in Richtung Nordwest. Der Río Guarguallá mündet schließlich 6 km nordöstlich der Ortschaft Cebadas in den nach Norden strömenden Río Chambo.

## Hydrologie
Der Río Guarguallá entwässert ein 190 km² großes Gebiet an der Westflanke der Cordillera Real. Der mittlere Abfluss des Río Guarguallá etwa 2,5 km oberhalb der Mündung beträgt 5,8 m³/s.